# Peñalara
El pic de Peñalara és el més alt de la Serra de Guadarrama (serra pertanyent al Sistema Central) i de les províncies de Madrid i Segòvia, amb una altura de 2.430 metres sobre el nivell del mar. En conseqüència, és un dels pics més emblemàtics i importants d'aquest sistema muntanyenc. La prominència mitjana de Penyalara és de 1.200 metres.
En el cim d'aquesta muntanya podem trobar, a part del vèrtex geodèsic, una petita capella dedicada a la Mare de Déu i diversos rètols de fusta que indiquen diverses rutes i els seus temps d'execució. El pic de Peñalara és al centre del massís muntanyenc del mateix nom, el qual és de granit i alberga una sèrie de pics alineats de nord-est a sud-oest. Els boscos de pi roig que entapissen els vessants d'aquesta muntanya deixen pas, per sobre dels 1.900 metres d'altitud a les prades alpines i matolls d'alta muntanya. A aquesta altura, i al vessant aquest, existeix un circ i més de vint petites llacunes d'origen glacial on viuen més de deu espècies d'amfibis i altres animals d'alta muntanya. A Peñalara s'han format els alpinistes més importants de Madrid i és una muntanya molt freqüentada per muntanyistes i turistes gràcies als fàcils accessos que té.

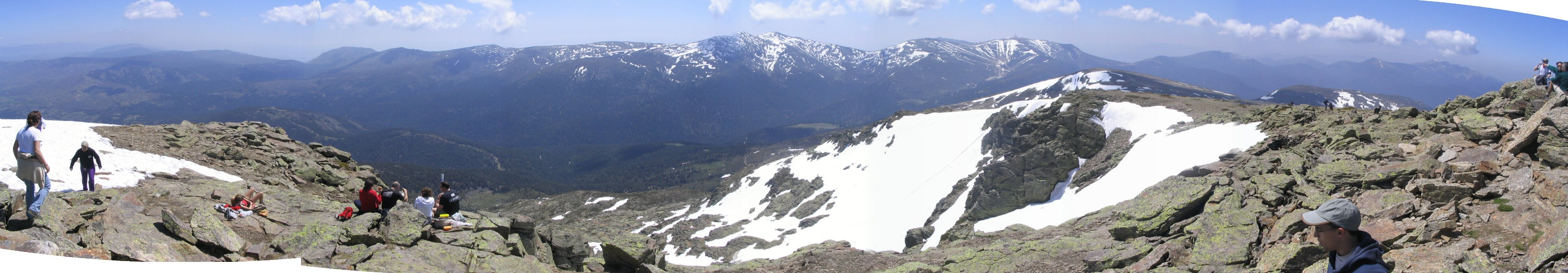
Vista panoràmica des del cim de Peñalara. D'esquerra a dreta s'aprecia la vall del Lozoya, els Caps de Ferro (2.383 m), La Maliciosa (2.227 m), la Bola del Món (2.265 m), el port de Navacerrada (1.870 m), Abantos (1.753 m), Set Becs (2.138 m) i el Munt de Blat (2.161 m). Imatge presa a la primavera.